# Castelnau-de-Montmiral
Castelnau-de-Montmiral é uma comuna francesa na região administrativa da Occitânia, no departamento de Tarn. Estende-se por uma área de 88.81 km², e possui 1.027 habitantes, segundo o censo de 2018, com uma densidade de 12 hab/km².